# موسورولاوا
موسورولاوا (به لاتین: Mosorolava) یک منطقهٔ مسکونی در ماداگاسکار است که در آنتسینانا دوم واقع شده‌است. موسورولاوا ۷٬۳۶۲ نفر جمعیت دارد و ۳۸ متر بالاتر از سطح دریا واقع شده‌است.